# Meshulam Zusha de Hannopil
Meshulam Zusha de Hannopil   (Tarnów, c. 1719 - Hannopil, 1800) era conegut com el Rabí Zushia, va ser un rabí ortodox del segle xviii (1718-1800), i un dels grans mestres hassídics de la seva generació.
Era un deixeble del Rabí Dov Ber Ben Abraham, també conegut com el Maguid de Mezritch, al costat del seu germà Elimelech de Lizensk,amb qui va passar molts anys vagant per les comunitats jueves per raons esotèriques, El Rabí Zusha era conegut per ser un home humil i un inspirat Tzadik ("just").
El Rabí Zusha va néixer a Tarnów, a Polònia. Era el segon fill de Mirel i Eliezer Lipa Lipman. Es desconeix la seva data de naixement, així com la seva infantesa. Entre els seus germans es troben Nathan, el major, el futur degà del tribunal rabínic d'Estocolm. Elimelech de Lizensk va ser l'autor de l'obra Noam Elimelech. El seu germà Abraham va residir a la ciutat prussiana de Königsberg (actualment Kaliningrad, Rússia). El Rabí Zusha tenia dues germanes anomenades Ita i Elka. A la seva joventut, va estudiar la Càbala segons el mètode del Rabí Isaac Lúria.